# Звучна мъжечна преградна съгласна
Звучната мъжечна преградна съгласна е вид съгласен звук, използван в някои говорими езици. В Международната фонетична азбука той се отбелязва със символа ɢ. Близък е до звука, обозначаван с „г“ в българския, но с по-задно учленяване.
Звучната мъжечна преградна съгласна се използва в езици като монголски (Монгол, [mɔɴɢɔ̆ɮ]), персийски (قهوه, [ɢæhˈve]), туркменски (gar, [ɢɑɾ]).